# Bränntjärnen (Nederluleå socken, Norrbotten)
Bränntjärnen är en sjö i Luleå kommun i Norrbotten och ingår i Alåns huvudavrinningsområde. Sjön har en area på 0,0588 kvadratkilometer och ligger 93,9 meter över havet.

## Delavrinningsområde
Bränntjärnen ingår i det delavrinningsområde (729322-176298) som SMHI kallar för Ovan Båthusbäcken. Medelhöjden är 92 meter över havet och ytan är 7,84 kvadratkilometer. Räknas de 3 avrinningsområdena uppströms in blir den ackumulerade arean 36,52 kvadratkilometer. Bodbäcken (Hollsvattenbäcken) som avvattnar avrinningsområdet har biflödesordning 2, vilket innebär att vattnet flödar genom totalt 2 vattendrag innan det når havet efter 20 kilometer. Avrinningsområdet består mestadels av skog (88 procent). Avrinningsområdet har 0,06 kvadratkilometer vattenytor vilket ger det en sjöprocent på 0,7 procent.